# Shlomo Eckstein
Shlomo Raber Eckstein (Wiesbaden, 1 de noviembre de 1929 - Rejovot, 12 de enero de 2020) fue un economista israelí, quien se desempeñó como presidente de la Universidad Bar-Ilan.

## Biografía
Eckstein nació en Wiesbaden, Alemania. Su familia emigró de Alemania antes de la Segunda Guerra Mundial a México, país en donde se crio.
Se licenció en Economía en la Universidad Nacional de México en 1957 y obtuvo un doctorado en Economía de la Universidad de Harvard en 1964. Su disertación de 1963 fue sobre "La agricultura colectiva en México".

## Carrera académica
Más tarde, realizó el aliyá hacia Israel, de donde se convirtió en ciudadano y más tarde se convirtió en profesor de Economía y fundó el Departamento de Economía de la Universidad Bar-Ilan en 1960. Fue presidente del Departamento de 1961 a 1965 y de 1968 a 1971. Fue rector de la Universidad de 1978 a 1982. Fue el presidente de la universidad de 1992 a 1996, sucediendo a Zvi Arad y seguido por Moshe Kaveh.
Falleció el 12 de enero de 2020 a la edad de noventa y un años.